# Calyptrochaeta asplenioides
Calyptrochaeta asplenioides là một loài rêu trong họ Daltoniaceae. Loài này được Brid. Crosby mô tả khoa học đầu tiên năm 1976.